# Стілвілл (Іллінойс)
Стілвілл (англ. Steeleville) — селище (англ. village) в США, в окрузі Рендолф штату Іллінойс. Населення — 1930 осіб (2020).

## Географія
Стілвілл розташований за координатами 38°0′30″ пн. ш. 89°39′45″ зх. д. / 38.00833° пн. ш. 89.66250° зх. д. (38.008405, -89.662406).  За даними Бюро перепису населення США в 2010 році селище мало площу 3,96 км², з яких 3,94 км² — суходіл та 0,02 км² — водойми.

## Демографія
Згідно з переписом 2010 року, у селищі мешкали 2083 особи в 929 домогосподарствах у складі 570 родин. Густота населення становила 526 осіб/км².  Було 991 помешкання (250/км²).
Расовий склад населення:
| - 98,7 % — білих - 0,1 % — корінних американців - 0,1 % — чорних або афроамериканців - 0,1 % — азіатів |

До двох чи більше рас належало 0,5 %. Частка іспаномовних становила 1,3 % від усіх жителів.
За віковим діапазоном населення розподілялося таким чином: 22,5 % — особи молодші 18 років, 57,8 % — особи у віці 18—64 років, 19,7 % — особи у віці 65 років та старші. Медіана віку мешканця становила 41,2 року. На 100 осіб жіночої статі у селищі припадало 94,7 чоловіків;  на 100 жінок у віці від 18 років та старших — 88,7 чоловіків також старших 18 років.
Середній дохід на одне домашнє господарство  становив 55 664 долари США (медіана — 53 667), а середній дохід на одну сім'ю — 66 326 доларів (медіана — 61 954). Медіана доходів становила 46 515 доларів для чоловіків та 28 992 долари для жінок. За межею бідності перебувало 7,4 % осіб, у тому числі 9,7 % дітей у віці до 18 років та 7,0 % осіб у віці 65 років та старших.
Цивільне працевлаштоване населення становило 1061 осіб. Основні галузі зайнятості: виробництво — 22,2 %, освіта, охорона здоров'я та соціальна допомога — 19,1 %, публічна адміністрація — 11,6 %, роздрібна торгівля — 10,7 %.